# Tom Croft
Thomas „Tom“ Croft (* 7. November 1985 in Basingstoke) ist ein ehemaliger Rugby-Union-Spieler. Er bestritt 173 Spiele für die Leicester Tigers zwischen 2005 und 2017, gewann vier Premiership-Rugby-Titel, spielte 40 Mal für die englische Nationalmannschaft zwischen 2008 und 2015 und war Teil des Kaders für die Rugby-Union-Weltmeisterschaft 2011 sowie der British-and-Irish-Lions-Touren 2009 nach Südafrika und 2013 nach Australien. Seine Karriere wurde von einer Vielzahl von kleineren und schwereren Verletzungen beeinträchtigt.

## Hintergrund
Tom Croft wurde am 7. November 1985 in Basingstoke, England geboren. Zunächst besuchte er die Park House School, eine Gesamtschule in Newbury, Berkshire, bevor er zur Oakham School in Rutland wechselte, wo er im selben Jahrgang wie der englische Cricketspieler Stuart Broad war.

## Spielstil
Crofts beste Position war der Blindside-Flanker. Er war bekannt für seine Agilität im Line-out und seine ungewöhnliche Schnelligkeit für einen Stürmer. Er gehörte zu den schnellsten Spielern im Kader der Tigers. Sein Trainer Aaron Mauger beschrieb ihn als den „schnellsten Loose Forward, den er je gesehen habe“.
Nachdem Croft 2008 zwei Versuche gegen Harlequins erzielt hatte, beschrieb Dean Richards ihn als „außergewöhnliches Talent“ mit „allem, was man sich wünscht“. Martin Corry sagte, dass England noch nie einen Spieler mit Crofts außergewöhnlichen Fähigkeiten gehabt habe.

## Vereinskarriere
Croft gab sein Debüt für die Leicester Tigers in der Saison 2005–06 gegen Gloucester Rugby, nur eine Woche nach seinem 20. Geburtstag. In der folgenden Saison, die für die Tigers den Gewinn des Premiership-Titels und des Anglo-Welsh Cups beinhaltete, bestritt er 16 Spiele.
Die Saison 2008–09 könnte als Crofts Durchbruch gewertet werden, da er sich sowohl im Verein als auch auf internationaler Ebene etablierte. Er wurde zum „Man of the Match“ im Heineken-Cup-Halbfinale gegen die Cardiff Blues ernannt, das in einem historischen Kicking-Wettbewerb im Sudden Death endete. Die Tigers gewannen die Premiership-Saison 2008–09, obwohl sie im Heineken-Cup-Finale scheiterten. Croft spielte aufgrund einer Verletzung von Louis Deacon in beiden Finalspielen auf der Position des Locks.
Die folgende Saison war für Croft nicht so erfolgreich, hauptsächlich aufgrund zweier aufeinanderfolgender Knieverletzungen. Trotzdem spielte er eine wichtige Rolle im erneuten Premiership-Triumph der Tigers als Blindside Flanker.
Croft erlitt 2012 eine schwere Nackenverletzung, als er in einem Spiel gegen die Harlequins eine Fehlzeitung bei einem Tackling erlitt. Die Verletzung war so schwer, dass sie laut einem Spezialisten „so nahe wie möglich an einer Lähmung“ war. Nach 8 Monaten kehrte er 2013 in einem Spiel gegen die Worcester Warriors zurück.
Am 22. November 2017 kündigte Croft seinen sofortigen Rücktritt aufgrund einer erneuten Nackenverletzung an.

## Nationalmannschaftskarriere
Croft wurde erstmals für das Six-Nations-Turnier 2008 in den Kader der englischen Nationalmannschaft berufen und gab sein Debüt in einem Sieg gegen Frankreich in Paris. 2009 wurde er von Ian McGeechan für die Tour der British and Irish Lions nach Südafrika nominiert und erzielte zwei Versuche im ersten Testspiel.
Im November 2009 war er einer der Nominierten für den IRB-World-Player-of-the-Year-Award, den letztendlich Richie McCaw gewann.
Seine letzte internationale Berufung erfolgte 2015 während des Six-Nations-Turniers.